# Fusarium venenatum
Espèce
Fusarium venenatum est une espèce de champignon non-pathogène, ubiquiste et saprophyte, qu’on retrouve généralement dans le sol. Comme tous les Fusarium, il s'agit de la forme de reproduction asexuée d'un ascomycète.

## Morphologie
Longtemps confondu avec Fusarium graminearum, un parasite des plantes produisant des mycotoxines, F. venenatum ne fut explicitement identifié en tant qu’espèce à part entière qu’en 1998, grâce à l’évolution des techniques de phylogénie moléculaire : bien que les génomes des deux espèces soient de longueur, de nombre de chromosomes et de position des centromères similaires, l’analyse d’ADN 28S ribosomique, de la séquence ITS de l'ADNr nucléaire et du gène de la β-tubuline ont montré qu’il s’agissait de deux espèces distinctes. Plus tard, lors d’analyses mycotoxicologiques plus poussées, il s’est également avéré que F. venenatum est capable de produire des trichothécènes de groupes A et B, tandis que F. gramineanum ne produit que des trichothécènes de type B et des zéaralénones.

Comme de nombreuses espèces du genre Fusarium, F. venenatum produit deux différents types de spores – aussi appelées conidies : d’une part des macroconidies, falciformes et septées (généralement munies de cinq ou six cloisons), avec une cellule apicale pointue et une cellule basale pédicellée, et d’autre part des chlamydospores. 

## Utilisation
La souche F. venenatum A3/5 (IMI 145425, ATCC PTA-2684) est utilisée dans la fabrication de substitut de viande par l’entreprise anglaise Quorn . En effet, la structure microscopique de ses hyphes entremêlés s’apparente à celle des fibres musculaires de viande animale : elles mesurent entre 400 et 700 μm, pour 3 à 5 μm de diamètre.
De plus, la composition des mycoprotéines en fait une bonne source d’acides aminés essentiels, avec un taux de protéines plus élevé (entre 45 et 54% de la matière sèche) que les protéines végétales ou fongiques courantes, mais inférieur à celui de la viande, et similaire à celui de la spiruline (41 %). En plus des protéines, les mycoprotéines de F. venenatum sont également riches en fibres (25% de la matière sèche), issues de la paroi cellulaire des hyphes, comprenant environ un tiers de chitines et deux tiers de β-glucane. Des études semblent indiquer que ces fibres présenteraient un potentiel dans la prévention de l’obésité et du diabète de type 2, en réduisant de manière aiguë l'apport énergétique et en améliorant le profil glycémique.
Malgré le fait qu’on n’ait à ce jour détecté aucune mycotoxine produite par F. venenatum, quelques rares cas d’allergies aux produits de Quorn ont été reportés.

## Production commerciale
F. venenatum peut être facilement produit par fermentation continue. Le milieu utilisé pour faire croître la biomasse de F. venenatum est généralement à base de glucose (le plus souvent de l’amidon qui sera prédigéré en glucose). Selon les pays, différents substrats – souvent des matières considérées comme des déchets agricoles – peuvent être introduits comme sources de carbone et d'énergie pour les moisissures : l'amidon de blé (notamment chez la société RHM en Angleterre), les pommes de terre (en Irlande) ou encore le manioc, le riz ou le jus de canne (dans les pays tropicaux).
Les cuves de fermentation utilisées par l’entreprise Quorn sont composées de deux cylindres verticaux d'environ 50 mètres de haut, reliés l'un à l'autre par le haut et le bas de manière à former une boucle continue d'un volume d'environ 150 mètres cubes. Des orifices sur la cuve permettent d'ajouter et de retirer les différents ingrédients. Le bouillon de culture est composé à 95 % de glucose, issu de la prédigestion de l'amidon de maïs par des enzymes. Il est maintenu à un pH de 6 et à une température de 28 à 30 °C, avec une densité de biomasse de 15 grammes par litre. Dans ces conditions, F. venenatum A3/5 a un taux de croissance spécifique (μ) de 0,17 à 0,20 par heure (soit un temps de doublement entre 3,5 et 4,1 h), ce qui équivaut à une production de 300 à 350 kg de biomasse par heure dans les fermenteurs utilisés par Quorn. Le processus est rythmé par des analyses régulières (à intervalles de 6 h) pour les mycotoxines et les contaminants potentiellement nocifs (nivalénol (NIV), déoxynivalénol (DON), 3-acétyldéoxynivalénol (3-AcDON), diacétoxyscirpénol (DAS), fusarénone X, néosolaniol).

La fermentation se fait en conditions axénique : le milieu de fermentation est continuellement retiré du fermenteur par les orifices de la cuve et est chauffé rapidement pour tuer les mycéliums, coaguler les protéines cellulaires et provoquer la fuite de l'ARN cellulaire à travers les parois cellulaires dans le surnageant. La teneur en ARN des mycéliums est ainsi réduite de 10 % à moins de 2 %, ce qui est nécessaire pour empêcher la formation d'acide urique sérique en cas de consommation (l'ARN étant métabolisé en acide urique, toxique pour les êtres humains à trop haute dose). Les éléments minéraux ajoutés – potassium, magnésium, phosphate – sont eux-aussi stérilisés avant d’être injectés au bouillon de culture. Le débit du milieu est contrôlé en mesurant l’évolution du taux de dioxyde de carbone. Un échangeur thermique, situé à la base des cylindres, permet d'évacuer l'excès de chaleur généré par la culture. L'un des cylindres contient une barre de barbotage près de sa base, par laquelle de l'air et de l'ammoniac sont injectés pour fournir l'oxygène et l'azote nécessaires à la respiration et à la production de protéines. Cette action de barbotage permet au bouillon de circuler continuellement entre les deux cylindres : lorsqu'il est poussé vers le haut par la barre de barbotage dans l’un d’entre eux, il tombe dans le cylindre opposé. Cette méthode de brassage qui ne fait pas intervenir de compressions ou d’écrasements permet de préserver l’intégrité de la membrane des cellules. Finalement, le bloc le plus dense de F. venenatum tombe à la base de la boucle, où on le récupère pour le faire passer par les opérations de transformation suivantes. La biomasse est recueillie sous forme de pâte contenant environ 75 % d’humidité. 